# Borupgård Trinbræt
Borupgård Trinbræt var et trinbræt syd for Borup i Gørløse Sogn. Den blev anlagt i 1950 som erstatning for den gamle Harløse-Freerslev rutes Borup Trinbræt der blev oprettet 1900. Dette trinbræt lå omtrent lige nord for nutidens Borup. Sidesporet (nu nedlagt) til Borup Teglværk blev anlagt i 1898 fra det gamle trinbræt, men blev sløjfet og ført fra den nye Borupgård Trinbræts spor da denne blev oprettet. Trinbrættet blev nedlagt 11. januar 2009.
Borupgård
| Foregående station  |  | Lokaltog           |  | Efterfølgende station      |
| ------------------- |  | ------------------ |  | -------------------------- |
| Gørløsemod Hillerød |  | Frederiksværkbanen |  | Skævingemod Hundested Havn |

55°54′4.5″N 12°10′58″Ø / 55.901250°N 12.18278°Ø